# No Superstar - The Album
Singles
1. No Superstar
2. Give Me a Sign
3. Do it on My Own
4. Save Your Heart

No Superstar - The Album est le premier album de Remady et dont les chants sont assurés par le chanteur Manu-L. Il est sorti le 23 octobre 2010 en France. Il est composé de 14 chansons et de 7 remix.

## Développement
Après le succès dans le monde entier de No Superstar, Remady a fait une percée internationale. Percée qui a été confirmée avec un second succès pour son titre Give Me A Sign. Pour son premier album, il a collaboré avec de nombreuses stars de renom de l'industrie musicale. La star du Royaume-Uni, Craig David sur le titre Do It My Own, mais également la star de rap américaine, Lumidee & Chase Manhattan (I'm No Superstar) ont participé à l'élaboration de ce premier album solo, qui est le reflet de son style musical : pop electro house.

## Liste des pistes
1. Intro
2. No Superstar
3. Do it on My Own (Feat Craig David)
4. If You Believe
5. Need 2 Show
6. Give Me a Sign
7. You And Me
8. Need 2 Say
9. Shine
10. Save Your Heart
11. Now And Forever
12. Game Over
13. I'm No Superstar (Feat Lumidee & Chase)
14. I'll Be There For You
15. DJ Antoine - This Time (Remady Remix)
16. Timati feat. Snoop Dogg - Groove On (Remady Remix)
17. DJ Antoine feat. The Beat Shakers - Ma Cherie (Remady Remix)
18. Stress feat. Jaba - Vers La Lumiere (Remady Remix)
19. Spyzer - Feel So Free (Remady Remix)
20. No Superstar (Svenstrup & Vendelboe Remix) (Bonus Track)
21. Give Me A Sign (Leventina Radio Edit) (Bonus Track)

## Classement
| Année | Album                    | Classement des ventes | Classement des ventes | Classement des ventes | Classement des ventes | Classement des ventes | Classement des ventes |
| Année | Album                    | FR                    | FR TL                 | BEL/Wa                | BEL/Vl                | SUI                   | DAN                   |
| ----- | ------------------------ | --------------------- | --------------------- | --------------------- | --------------------- | --------------------- | --------------------- |
| 2010  | No Superstar - The Album | 60                    | —                     | —                     | —                     | 6                     | —                     |